# Vello Asi
Pour les articles homonymes, voir Asi.
 (mai 2018).
Si vous disposez d'ouvrages ou d'articles de référence ou si vous connaissez des sites web de qualité traitant du thème abordé ici, merci de compléter l'article en donnant les références utiles à sa vérifiabilité et en les liant à la section « Notes et références ».
Vello Asi (né Ergav-Vello Asi le 18 octobre 1927 et mort le 20 novembre 2016) était un architecte d'intérieur estonien, graphiste et professeur à l'Académie estonienne des arts. Il est l'un des architectes d'intérieur les plus importants et le représentant des intérieurs modernistes en Estonie depuis la fin des années 1950. Il est décoré de l'ordre de l'Étoile blanche d'Estonie de 4e classe en 2006.

## Jeunesse et éducation
Il est né dans le village de Vana-Saaluse dans la municipalité rurale de Saaluse, comté de Võru. Ses deux parents sont originaires de Võrumaa. Sa mère était fermière et son père était un artisan. Il développe son intérêt pour l'art dès le lycée, où il a commencé à dessiner des affiches et des brochures scolaires. Contrairement aux souhaits de ses parents qui auraient préféré qu'il fasse des études de médecine à l'université de Tartu, il s'oriente vers l'architecture d'intérieur en s'inscrivant à l'Institut d'Art ERKI de Tallinn. Il obtient son diplôme de l'école secondaire Võru 1 en 1948 et commence à étudier à ERKI la même année.
Une partie importante de ses projets universitaires est composée de copies de dessins de meubles historiques. Ces travaux ont principalement été réalisés au Musée d'Art d'Estonie (Kumu) à Tallinn et au Musée de Pierre le Grand à Kadriorg. Il travaille également à des projets de design d'intérieur et de mobilier pour une cabine, un club-house, et un petit appartement. Son travail de fin de diplôme a été la décoration intérieure du hall de l'Institut Polytechnique de Tallinn.

## Carrière
De 1954 à 1955, il a travaillé au studio « Estonproject |». Ses tâches y consistaient principalement à dessiner des détails architecturaux, des sections, des plans et à les colorier. Par la suite, il a travaillé à l'Institut ARS de 1956 à 1964. Pendant ces années, il a produit plusieurs designs d'exposition de musée et il a également appartenu à l'équipe d'architectes d'intérieur qui, de 1954 à 1961, a réalisé un nouveau design d'intérieur pour le pavillon de Moscou de l'exposition économique de l'URSS. Après avoir travaillé à l'ARS, il a continué à créer des designs d'exposition en Estonie, ainsi qu'à Moscou, Londres et Oulan-Bator. En plus de l'architecture d'intérieur, il a également fait du design graphique pour des livres, dont la plupart étaient des livres de Jaan Kross, ainsi que pour plusieurs livres consacrés à l'architecture.
Ses œuvres principales expriment la rationalité et la clarté tectonique : la ferme à volaille de Kurtna (1967), les bureaux de la Maison des Écrivains à Tallinn (1963), le Tuljak  (1967) et Tallinn (1967-69), le Karolina bar (1968, les trois dernières avec Väino Tamm), les studios de la Maison de la Radio (1965-1977, avec H. Oruve), l'hôtel Viru (1972, avec V. Tamme et V. L. Raudsep, soviétique, Prix estonien) et l'intérieur du Yacht Club et du Centre de presse du Pirita Marine Center (1980).
Une œuvre importante du début de sa carrière est l'intérieur de la Maison des Écrivains à Tallinn (1963), plus précisément la salle avec le plafond noir. Cette œuvre exprime sa réaction au style minimaliste et sévère des années 1950. Son style était plus théâtral et festif. Bien que certains aient associé la couleur noire avec un symbolisme fort, il l'a choisie principalement pour des raisons pratiques : cacher les bosses et les trous du plafond. Cependant, la couleur noire n'était pas très appréciée à cette époque et les dirigeants du projet à Tallinn ont d'abord refusé de valider le projet. Il fut donc obligé de se rendre à Moscou pour justifier ses choix, et put enfin obtenir le feu vert des responsables. En plus de la salle, il a conçu les bureaux du bâtiment ainsi que leurs meubles.

## Collaboration avecVäino Tamm
Une partie importante de son travail a été effectuée en collaboration avec l'architecte d'intérieur Väino Tamm. Ensemble, ils ont créé le design intérieur pour les chefs-d'œuvre architecturaux de Valve Pormeister : le café Tuljak (en) et la ferme à volailles de Kurtna. Le parrain des deux bâtiments était Edgar Tõnurist. Il a souhaité que le café Tuljak (1967) soit une brasserie self-service, avec une terrasse pour barbecue et une terrasse avec des cheminées. L'intérieur du café comportait une longue table le long du mur, la pièce étant remplie de meubles en bois.
Tõnurist était également le dirigeant du bâtiment principal de la ferme à volailles de Kurtna, conçu par Valve Pormeister. Le design intérieur de Tamm et Asi est basé sur l'architecture du lieu et la complète. Le design d'intérieur moderniste tient une grand place àl'intérieur : le mobilier n'est pas conçu comme un objet unique mais plutôt comme un élément d'architecture.
Dans les années 1960, la vieille ville de Tallinn est devenue active et de nouveaux cafés et restaurants ont été créés. Tamm et Asi ont créé plusieurs nouveaux cafés à Tallinn : le café Variete, le café Tallinn, le bar à vin Karoliina, et le restaurant Gloria. Le café Tallinn (1967-1969) était situé au premier étage de Harju Street 6, le Variete est resté au deuxième étage. Le café était rempli avec des chaises no 14 de Thonet. Tamm et Asi ont conçu des tables et un long banquet. La terrasse extérieure était dans la zone verte de la rue Harju. Le bar Karoliina a été conçu dans l'ancienne forteresse de défense à la place de la Liberté.
Tamm et Asi ont également réalisé l'intérieur de la nouvelle Maison de la Radio, le Nouveau Théâtre à Pärnu, le Théâtre Vanemuine de Tartu. Leur projet le plus important fut l'hôtel Viru (Henno Sepmann, Mart Port, 1972). En plus de Tamm et Asi, le projet a été réalisé par Loomet Raudsepp, Taevo Gans et Mait Summatavet. La caractéristique la plus importante de l'architecture intérieure était son harmonie parfaite avec l'architecture extérieure. Celle-ci consistait en l'utilisation similaire des matériaux et des surfaces simples à la fois à l'intérieur et à l'extérieur. Le vestibule a été conçu par Asi qui a couvert les murs et les sols avec une tuile en céramique noire. Les meubles sont caractérisés par des volumes géométriques stricts qui sont en parfaite harmonie avec la forme de l'architecture. 
La conception pour le Centre olympique de Yachting à Tallinn (Regati. 1) a été menée par Väino Tamm en 1975-1980. Les tâches de réalisation ont été réparties entre l'équipe d'architectes d'intérieur (en plus de Tamm et Asi, Aulo Padar, Juta Lember, Leo Leesaar). Asi a conçu la salle à manger (avec Leo Leesaare), le Yacht Club et la section de presse.

## Principaux ouvrages
- 1960 : La scène du Festival de la Chanson estonienne
- 1961 : F. R. Musée Kreutzwald, intérieur
- 1963 : Maison des écrivains, intérieur
- 1964 : Maison des Compositeurs, intérieur
- 1965 : Musée Eduard Vilde, intérieur
- 1965-67 : Studios de la Maison de Radio (acoustique par H. Oruvee, reconstruction)
- 1966 : café Tuljak, intérieur (avec V. Tamm)
- 1967 : La ferme à volaille de Kurtna, intérieur (avec V. Tamm)
- 1968 : Karolina Bar, intérieur (avec V. Tamm)
- 1967-69 : Café Tallinn, intérieur (avec V. Tamm)
- 1969 : Pavillon Estonien à Londres à l'exposition économique de l'Union Soviétique (avec E. Reitel, K. Voogre)
- 1972 : Hôtel Viru, intérieur (avec V. Tamm, L. Raudsepp, T. Gans, M. Summatavet)
- 1973 : Théâtre Estonia intérieur(avec V. Tamm)
- 1980 : Pirita, Centre olympique de Yachting, intérieur (avec V. Tamm, L. Leesaar, J.Lember et A.Padar)

## Reconnaissance
- 1962 : Association des Artistes de l'Estonie
- 1967 : Prix de la RSS d'Estonie pour la ferme à volaille de Kurtna
- 1972 : Prix de la RSS d'Estonie pour l'Hôtel Viru (collaboration avec V. Tamme et L. Raudsep)
- 1977 : Membre honoraire de l'Association des Architectes de l'Estonie SSR
- 1990 : Association des Architectes d'Intérieur de l'Estonie

## Distinctions
- Ordre de l'Étoile blanche d'Estonie de 4e classe (2006)